# Campeonato Mundial de Ciclismo en Pista de 1923
El XXVI Campeonato Mundial de Ciclismo en Pista se celebró en Zúrich (Suiza) entre el 18 y el 26 de agosto de 1923 bajo la organización de la Unión Ciclista Internacional (UCI) y la Federación Suiza de Ciclismo.
Las competiciones se realizaron en el Velódromo de Zúrich Oerlikon. En total se disputaron 3 pruebas, 2 para ciclistas profesionales y 1 para ciclistas amateur.

## Medallistas

### Profesional
| Evento               | Oro                          | Plata                   | Bronce                 |
| -------------------- | ---------------------------- | ----------------------- | ---------------------- |
| Velocidad individual | Piet Moeskops · Países Bajos | Gabriel Poulain Francia | Ernst Kaufmann · Suiza |
| Medio fondo          | Paul Suter · Suiza           | Léon Parisot Francia    | Karl Wittig · Alemania |

### Amateur
| Evento               | Oro                    | Plata                            | Bronce                                     |
| -------------------- | ---------------------- | -------------------------------- | ------------------------------------------ |
| Velocidad individual | Lucien Michard Francia | Antonius Mazairac · Países Bajos | Gerard Bosch van Drakestein · Países Bajos |

## Medallero
| Núm. | País         | Oro | Plata | Bronce | Total |
| ---- | ------------ | --- | ----- | ------ | ----- |
| 1    | Francia      | 1   | 2     | 0      | 3     |
| 2    | Países Bajos | 1   | 1     | 1      | 3     |
| 3    | Suiza        | 1   | 0     | 1      | 2     |
| 4    | Alemania     | 0   | 0     | 1      | 1     |
|      | TOTAL        | 3   | 3     | 3      | 9     |